# SBT Hits
SBT Hits foi um serviço de streaming de música que foi lançado oficialmente em 20 de junho de 2018. Foi desenvolvido pelo SBT em parceria com a plataforma musical Superplayer & Co, da qual o serviço pegava emprestada a interface. O serviço fornecia conteúdo musical por meio de listas de reprodução, não sendo possível realizar buscas por músicas, artistas ou álbuns.
Na semana de lançamento o aplicativo ficou nas tendências em Música na Play Store. 
O serviço foi desativado pelo SBT apenas 6 meses depois do seu lançamento, por não ter apresentado a rentabilidade esperada.

## Contas e funcionamento
Era possível testar o serviço gratuitamente por sete dias sem cartão de crédito. A partir da assinatura o serviço passava a custar R$ 8,90 por mês permitindo avançar ou retroceder músicas ilimitadamente, escolher até três listas de reprodução para ouvir offline, escolher a qualidade do áudio e mixar até quatro listas de reprodução diferentes, assim o aplicativo reproduzia alternadamente músicas de listas variadas.
As versões para iPhones e Android eram semelhantes, possuíam um menu que facilitava a busca por listas de reprodução. Da mesma forma que na web, também era possível avaliar músicas, procurar por listas de reprodução e encontrar listas favoritas.